# Karen Summer
Karen Summer (Valle de San Fernando, California; 22 de julio de 1962-Pompano Beach, 18 de diciembre de 2023) fue una actriz pornográfica estadounidense.

## Primeros años
Summer se crio en Tarzana y Encino, Los Ángeles. Trabajó como extra, doble en fotografía, monologuista, y asistente de producción en la industria del entretenimiento antes de trabajar en el porno. Trabajó en Los Dukes de Hazzard durante tres años cuando tenía entre 18 y 20 años.

## Carrera
Summer fue introducida en la industria del cine adulto por Jim Sur, a quien conoció en un El Torito. Hizo su primera sesión fotográfica desnuda con Bobby Hollander en el verano de 1982, cuatro días después de su 20 cumpleaños. Su primera escena fue en la película Shades of Ectasy. Inicialmente usó el apodo de Ricky Lane antes de cambiarlo a su nombre artístico actual después de aproximadamente seis meses en el negocio. Dejó de actuar en películas para adultos en 1993. Durante la mayoría del tiempo, pasó los últimos cinco años de su carrera trabajando como bailarina y en espectáculos de burlesque.
En 2014, Summer regresó a la industria después de cruzarse con Nina Hartley, quién le animó a retomar su carrera como actriz de cine para adultos. Actualmente presenta su propio programa de radio en XXX Porn Star Radio.

## Vida personal
Summer vivió en Florida durante veinte años durante su descanso del porno. Estuvo casada durante diez años y se divorció en 2000. Fue una asistente legal y también trabajó en el campo de las ciencias de la salud. Se mudó de vuelta a Los Ángeles en febrero de 2014.

## Premios
- 2015 Sala de Fama de AVN
- 2015 Sala de Fama de XRCO[6]